# Unity (使用者介面)
Unity是Canonical公司为GNOME桌面环境所开发的图形用户界面，用于Ubuntu操作系统。Unity在Ubuntu 10.10上网本版中首次推出，最初是为了充分利用上网本有限的屏幕尺寸。 。不同於GNOME、KDE SC，Unity并非一个桌面套件。
Unity是Aytana項目的一部分，而Aytana項目為提昇使用者對Ubuntu的體驗而設。
2017年4月，Mark Shuttleworth宣布將會在2018年轉回使用GNOME。 Ubuntu 17.04是最後一個預載 Unity 桌面環境的版本。Canonical公司放棄原本桌面手機合一的路線，並將其重心轉移至雲端運算和物聯網。 UBports創始人Marius Gripsgård宣布將會接手Unity的開發。Unity 8由UBports開發及發佈，现已停止维护。Unity 7系列则由另一群开发人员接手，并在2022年6月发布了7.6版本。

## 使用者介面
Unity介面包含了以下元素：

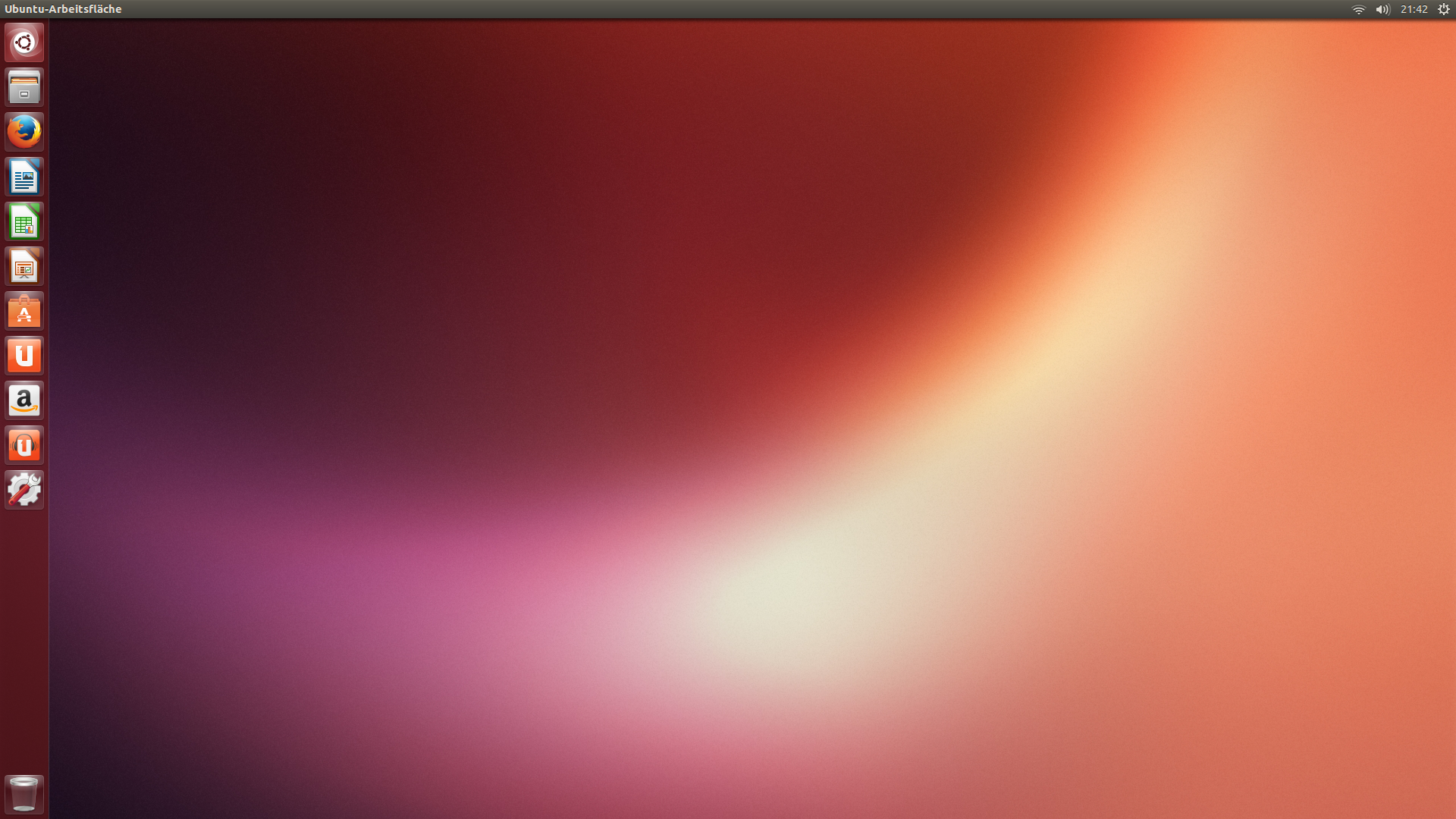
Unity 7在Ubuntu 13.04版的截圖

- 上方工具列：一個多功能的工具列，有以下功能：（1）這是目前正在使用中的程式的選單工具列。（2）對於目前最大化的程式，在此有關閉、縮小和最小化的按鈕。（3）在右上角是系統選單，裡面包含系統設定、登出、關機等動作。（4）在系統選單左邊有時間、音量、電池狀態（筆電或平板電腦）、藍牙狀態、網路狀態、輸入法等資訊。
- 啟動器：這算是一種Dock，這裡可以放置使用者常用的程式，[9]只要點擊就會開啟開程式。電腦上的可卸除裝置和垃圾桶也顯示在此。[10]啟動器也用來切換已經開啟的程式，已經開啟的程式在其圖案左側會有一個小小的白色箭頭。只要點擊已開啟程式的圖示就會切換到該程式。所有現在開啟的程式都會顯示在啟動器上。如果一個程式現在有多個視窗開啟，那箭頭的數量也會對應增加。滑鼠雙擊該圖示會顯示該程式所有已開啟視窗的縮圖。[11]
- Dash：啟動器最上方的Ubuntu圖示可以用來開啟Dash，按下「Super」鍵（在多數電腦上是Windows鍵，在Mac電腦上是⌘鍵）也能開啟Dash。[12]Dash可以用來搜尋和瀏覽電腦上和網路上的程式、檔案、照片、音樂、影片、書籤等等。[13]
- HUD（抬頭顯示器）：可以用來搜尋程式的下拉選單。某些程式，如繪圖軟體GIMP和辦公軟體LibreOffice有數十個下拉選單項目。使用HUD可以讓使用者快速搜尋並使用他們想要的功能。[14]

## 衍生

### Ubuntu TV的Unity

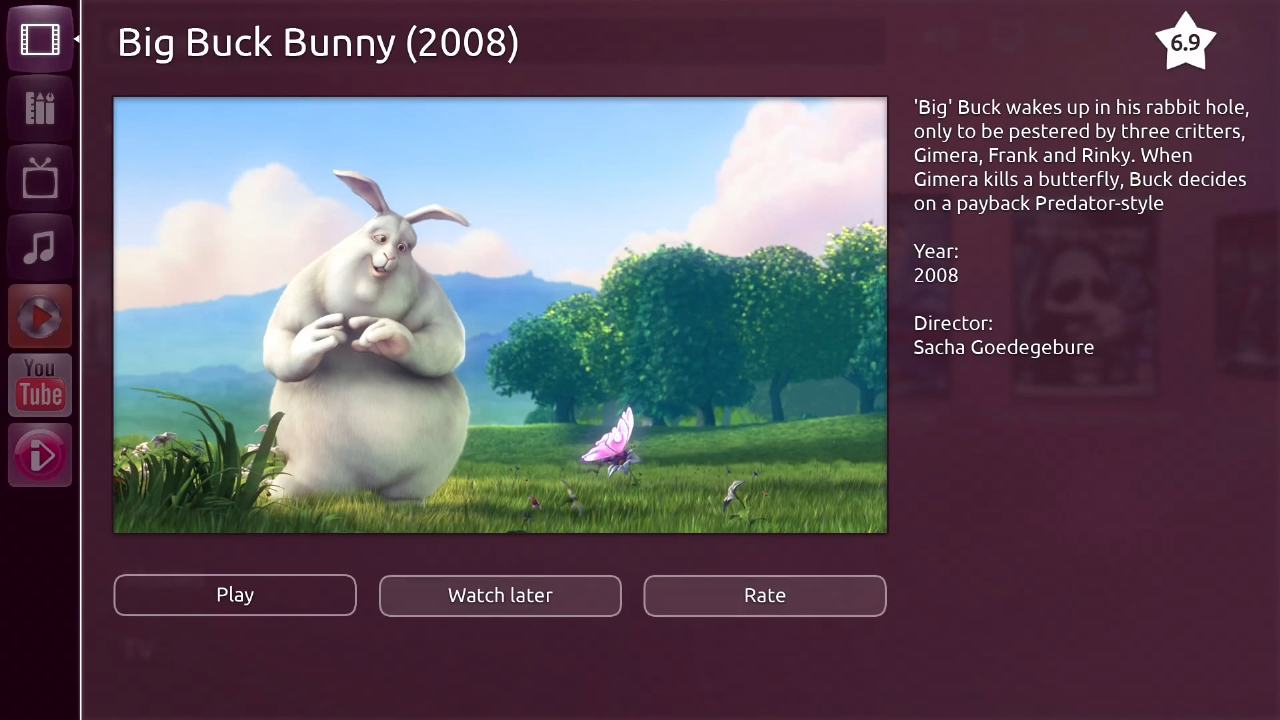
Ubuntu TV

使用Unity介面的Ubuntu TV最早是在2012年的消費性電子展中產出。Ubuntu TV專門為智慧電視打造，可以存取網路服務，也可以串流到使用Android、iOS或Ubuntu的裝置上。

### Ubuntu Touch的Unity
在2013年1月2日，Canonical公司宣佈了智慧型手機版的Unity。

### Unity 2D
Canonical公司曾經維護兩種不同的Unity版本，這兩種版本在外觀上幾無二致，但在技術結構上有所不同。
Unity是Compiz的一個插件，使用一個不常見的OpenGL工具套件Nux。因為Unity是Compiz的插件，因此在相容的系統上可以使用圖形處理器加速提升效能。Unity以C++和Vala程式語言寫成。
Unity 2D是一系列獨立的程式，開發給Compiz無法運行的環境使用，例如顯示卡不支援OpenGL的環境。Unity 2D以Qt架構的GUI建構語言QML寫成預設下使用Metacity視窗管理員，但也可以使用Compiz或KWin之類的加速視窗管理員。自Ubuntu 11.10開始，Unity 2D取代了傳統GNOME面板，成為硬體無法執行Compiz版Unity的情況下的備用方案。
Unity 2D自從2012年10月的Ubuntu 12.10之後就不再被維護了，因為3D版已經可以在更低階的硬體上執行。

## 提供Unity的发行版
Unity主要是为Ubuntu开发的，因此Ubuntu中提供了最新的 Unity。
除了Ubuntu，其他Linux发行版也尝试引入Unity。
- 接管了Unity 7的开发人员已将Unity 7.6移植到Arch Linux系统，用户可在pacman.conf添加软件源来安装。
- Fedora Linux开发者宣布有意把Unity导入Fedora，但这项计划被推迟到 Fedora 15，且現已因無進展而取消。[24]